# Habitatge al passeig Cortils i Vieta, 60 (Blanes)
L'Habitatge al Passeig Cortils i Vieta, 60 és una obra del municipi de Blanes (Selva) inclosa en l'Inventari del Patrimoni Arquitectònic de Catalunya.

## Descripció
Edifici de dues plantes i terrassa entre mitgeres. La planta baixa està ocupada per un comerç i la porta d'entrada, desplaçada a la dreta. El primer pis té dues finestres emmarcades i una balconada correguda amb quatres mènsules de decoració geomètrica senzilla. El ferro forjat del balcó té motius florals. Des del primer pis comença un encoixinat rectangular decoratiu de fons. La terrassa superior té una balustrada decorada amb grans motllures que emmarquen un escut central, ple de decoració floral, amb la data de construcció de l'habitatge.

## Història
Casa benestant construïda el 1911, com indica l'escut de la façana sobre el segon pis.